# Soloneshensky (huyện)
Huyện Soloneshensky (tiếng Nga: ? райо́н) là một huyện hành chính tự quản (raion), của Vùng Altai, Nga. Huyện có diện tích 3640 km², dân số thời điểm ngày 1 tháng 1 năm 2000 là 13300 người. Trung tâm của huyện đóng ở Soloneshskoye.